# 능귀문
능귀문(陵貴文, ?~?)은 왜에 불교를 보급하기 위해 파견된 백제의 기술자이다.

## 생애
588년, 백제 위덕왕 때 복부미신, 혜숙 등 여러 인물들이 왜에 파견되었으며, 능귀문도 이 때의 일행으로 왜로 가게되었다.